# Evaristo Felice Dall'abaco
Evaristo Felice Dall'abaco (Verona, 1675 - Múnic, 1742) va ser un compositor italià del Barroc tardà.

## Biografia
Encara que el compositor va estar al servei de Maximilià II Manuel de Baviera, elector (s'anomenava així a cada un dels prínceps d'Alemanya a qui corresponia l'elecció i el nomenament de l'Emperador) de la Cort bavaresa, durant la major part de la seva vida, les seves 66 obres (opus 1 - 6) mostren la seva destresa i el seu interès per les formes de dansa franceses i posen les bases del classicisme. Descrites principalment com a post-corellianes, amb arrels en l'estil barroc italià, la majoria d'aquestes obres van ser escrites dins un període de 15 anys, entre 1708 i 1721.
Dall'abaco es va incorporar a la Cort el 1704, després d'estudiar violoncel i violí (probablement amb Giuseppe Torelli) i després de treballar durant diversos anys a Mòdena. Va viatjar per Holanda, Bèlgica i França amb Maximilià II, i finalment va tornar a Múnic l'any 1715. Durant la seva estada a Holanda es va casar amb Marie Clamence Bultinck, matrimoni del qual va néixer Giuseppe Clemente (1709-1805) el qual també seria un reconegut músic. Gràcies a la seva vàlua com a músic de la Cort i servent de Maximilià II, aquest estava tan content amb Dall'abaco que va nombrar-lo Konzertmeister, i més tard, conseller electoral. L'any 1709(10) va tenir el seu primer fill amb la seva esposa, Joseph-Marie-Clement.
Dall'abaco va continuar al servei de la Cort fins i tot després de la mort de Maximilian II, amb Karl Albrecht, tot i que la seva influència va anar a menys. L'any 1740 es va retirar del servei de la Cort amb una pensió, i dos anys després va morir el dia del seu aniversari, amb 67 anys.
Actualment, porten el seu nom el Conservatori de Verona, l'Abacostraße de Múnic i l'orquestra de la Universitat de Múnic.

## La sonata bitemàtica
Un discurs musical que només aprofités la “pregunta-resposta”, en el marc d'un únic tema, o l'ús dels diferents plans sonors i contrasts dinàmics no podien satisfer la vocació concertant de la tècnica instrumental de finals del segle xvii. Una de les principals figures, juntament amb Giuseppe Tartini, que marquen el principi del desenvolupament de la sonata bitemàtica és Evaristo Felice Dall'abaco. La primera opus està formada per 12 Sonate da càmera a Violino é Violoncello overo Clavicembalo solo, escrita probablement durant el seu viatge a Holanda amb la Cort de Maximilià II Emanuel. Des d'un punt de vista estructural, aquestes sonates no aporten cap novetat, però sí que n'aporten pel que fa a la funció del clavicèmbal, el qual, a part de complir la funció d'acompanyament, demostra que pot substituir un element del baix continu fins aleshores indispensable: el violoncel. A més, la funció concertant es desenvolupa plenament, i cada moviment s'organitza clarament amb la distinció entre solo i tutti.
No obstant, és principalment en les altres obres que la producció de Dall'abaco adquireix gran importància històrica en l'aspecte bitemàtic. Va ser Hugo Riemann qui, a l'analitzar una sonata en tres moviments del músic veronès, va trobar ímplicit l'esquema de la sonata bipartida. Altres musicòlegs difereixen en les seves opinions respecte al tema, però en paraules de Riemann: “les obres de Dall'abaco representen tal vegada el tipus més pur i noble de la sonata de cambra que havia assolit el seu màxim apogeu”.

## Llistat d'obres
| Op. 1: 12 Sonate da càmera à Violino é Violoncello overo Clavicembalo solo | ca. 1705 |                                                                  |
| Op. 2: 12 Concerti à quattro da Chiesa                                     | 1712     | Dirigits a la Sereníssima Altesa Electoral Maximilian II Emanuel |
| Op. 3: 12 Sonate da Chiesa à tre,                                          | ca. 1712 | Dirigits a l'Altesa Reial Leopoldo Primo                         |
| Op. 4: 12 Sonate da càmera à Violino é Violoncello                         | ca. 1716 |                                                                  |
| Op. 5: Concerti à piu instrumenti (concerto grosso)                        | 1719     |                                                                  |
| Op. 6: Concerti à piu instrumenti (concerto grosso)                        | 1735     | Dirigits a l'Arquebisbe Elector de Colònia Clemente Augusto      |
| Obertura en Sib major a 4 veus                                             | -        |                                                                  |